# 聖マリア大聖堂 (エディンバラ)

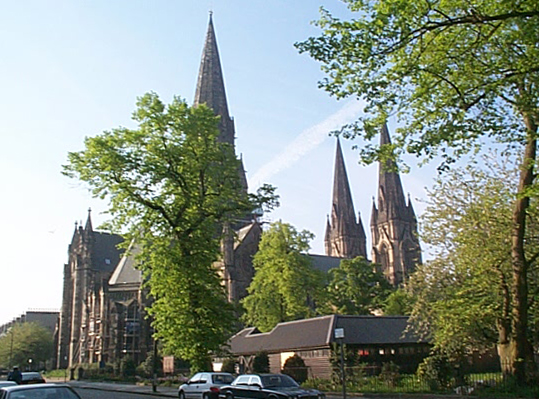
エディンバラの聖マリア大聖堂（スコットランド聖公会、2001年）

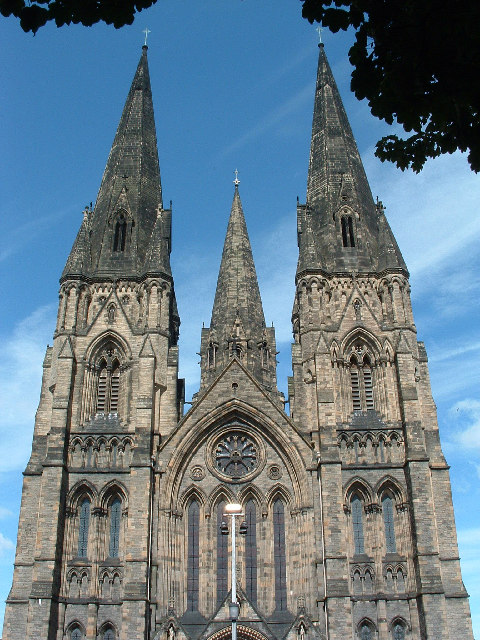
3つの尖塔があることでも有名な聖マリア大聖堂（エディンバラ・聖公会）

聖マリア大聖堂（せいマリアだいせいどう、英語: St Mary's Cathedral, Edinburgh (Episcopal)）は、イギリス・スコットランドのエディンバラにあるスコットランド聖公会の大聖堂で、同聖公会エディンバラ教区（Diocese of Edinburgh）の主教座聖堂である。世界遺産「エディンバラ旧市街および新市街）」の一部になっている。

## 歴史
1689年の名誉革命後、スコットランドでは長老制が復活して聖ジャイルス大聖堂がスコットランド国教会（長老教会）に帰し、聖公会は大聖堂を失ってしまった。その後しばらくの間、その聖公会会衆として残った人々は、現在のオールド・セント・ポール教会が立つ場所の近くにある古い羊毛工場で礼拝を守っていて、この状況はそこに聖パウロ教会が臨時司教座聖堂として建てられる19世紀初頭まで続いた。
しかし、新しい大聖堂の資金集めが始っていて、ようやく1874年にジョージ・ギルバート・スコットによる設計で建設に漕ぎ着け、1879年に身廊が完成してそこで礼拝が始まった。当時、1つの大尖塔は完成していたが、1913年から1917年にかけての建設で聖堂の西に2つ尖塔が追加され、3つの尖塔が完成している。

## 現在
イギリス指定建造物・スコットランドA類として保護されていて、また世界遺産「エディンバラ旧・新市街の一部ともなっている。 この大聖堂の尖塔は90メートルで、エジンバラの市街地で最も高い建物である。
エディンバラでは聖ジャイルス大聖堂（長老派）がオールドタウンにあるのに対し、この聖マリア大聖堂はニュータウン西側にあり、普段から同じような名前で呼ばれるカトリックの聖母マリアの昇天大聖堂はニュータウン東端にある。